# Abdul Hamid (Politiker)

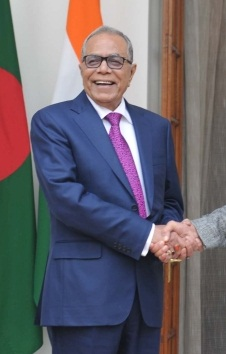
Abdul Hamid (2014)

Abdul Hamid (bengalisch আব্দুল হামিদ Ābdul Hāmid; * 1. Januar 1944 in Mithamoin, Britisch-Indien) ist ein bangladeschischer Politiker und war vom 24. April 2013 bis 24. April 2023 der 20. Staatspräsident Bangladeschs. Er war der Speaker (Parlamentspräsident) der Jatiyo Sangshad von Bangladesch und in dieser Eigenschaft seit 14. März 2013 amtierender Staatspräsident und somit Nachfolger von Zillur Rahman. Abdul Hamid wurde am 22. April 2013 offiziell als Staatspräsident vereidigt.

## Leben
Hamid besuchte das Gurudayal Government College in Kishoreganj und studierte dann am Central Law College der Dhaka University, wo er einen Abschluss als Jurist erwarb. Am Gericht von Kishoreganj wurde er Anwalt und war mehrfach Präsident der dortigen Anwaltskammer.

## Politische Karriere
Abdul Hamid begann seine politische Laufbahn bereits als Student in Kishoreganj. Deswegen wurde er Anfang der 1960er Jahre von der pakistanischen Regierung inhaftiert. 1969 wurde er Mitglied der Awami-Liga. Zwischen 1970 und 2009 wurde er insgesamt siebenmal in das Parlament gewählt.
Hamid wurde nach der Regierungsbildung durch die Awami-Liga 1996 stellvertretender Sprecher des Nationalparlamentes, und 2001 wurde er zum stellvertretenden Vorsitzenden der Oppositionspartei in der Nationalversammlung. Vom Juli bis zum Oktober 2001 bekleidete er das Amt des Parlamentssprechers. Am 25. Januar 2009 wurde er mit den Stimmen aller Abgeordneten zum zweiten Mal in dieses Amt gewählt.
Am 14. März 2013 wurde Hamid amtierendes Staatsoberhaupt, nachdem Staatspräsident Rahman in Singapur in ein Krankenhaus eingeliefert wurde, wo er sechs Tage später starb.
Am 7. Februar 2018 wurde er für eine weitere Amtsperiode zum Staatspräsidenten gewählt. Es gab keinen Gegenkandidaten, da die Hauptoppositionspartei Bangladesh Nationalist Party (BNP) mit ihren Verbündeten aufgrund ihres Boykotts der Parlamentswahl 2014 nicht im Parlament vertreten war. Sein Nachfolger im Amt als Staatspräsident wurde im April 2023 Mohammed Shahabuddin.